# Podoleanî, Stara Sîneava
Podoleanî (în ucraineană Подоляни) este un sat în comuna Zalissea din raionul Stara Sîneava, regiunea Hmelnîțkîi, Ucraina.

## Demografie
Componența lingvistică a localității Podoleanî
     Ucraineană (99,53%)
     Alte limbi (0,47%)
Conform recensământului din 2001, majoritatea populației localității Podoleanî era vorbitoare de ucraineană (99,53%), existând în minoritate și vorbitori de alte limbi.